# 永久的黃昏
《永久的黃昏》是P.A.WORKS制作的日本原創電視動畫，預定於2025年10月開始播放。

## 故事
描述主角姬神晃自長年凍眠甦醒。此時城市因為戰爭而荒廢。國家已不復存在，人們被名為「OWEL」的機構管理並實行名為「ELSI」的制度。姬神晃在無法接受現實之際，出現了一位與他締結真愛誓言的戀人王真樹十和紗神似的機器人「黃昏」向他求婚。後來依舊相信著他的戀人還在世界某處活著的姬神晃與黃昏踏上了尋人之旅。他們將會在旅途中見識到在這時代下各種愛的形式，並且逐步思考屬於自己的愛是什麼。

## 角色
姬神晃（配音：梅田修一朗）
主角。曾被王真樹家收養。因某起事件身受重傷，陷入昏迷。最終通過冷凍睡眠在200年後的未來世界甦醒。
黃昏（配音：石川由依）
機器人。逼迫姬神晃結婚
王真樹十和紗（配音：茅野愛衣）
科學家。